# 橘喜久子
橘 喜久子（たちばな きくこ、1909年10月2日 - 1968年12月5日）は、日本の女優。
女優の大山デブ子は妹。

## 人物
本名、石川政子。大阪市東区出身。1924年、松竹下加茂撮影所へ入社。「繞る秘密」（ヘンリー小谷監督）でデビュー。1925年、蒲田に移り、「孔雀の光」全6編でヒロインを演じたが、病気退社。1927年ヤマト映画製作所、1928年河合映画に入社する。葉山純之輔、雲井竜之介らの相手役で現・時代劇に出演し、1933年大都映画に改称後も多くの作品に助演。1942年合併で大映東京撮影所に所属し、1967年「早射ち犬」を最後に引退した。1968年12月5日、59歳で死去した。

## 出演作品
1933年
- 結婚五十三次

1934年
- 闇の顔役

1935年
- 裏街の大統領

1936年
- 乳姉妹

1941年
- 大空の遺書

1967年
- 早射ち犬